# 安田公寛
安田 公寛（やすだ きみひろ、1949年（昭和24年）10月14日 - ）は、日本の政治家。元熊本県天草市長（2期）、元本渡市長（2期）。元日本新党熊本支部長。元熊本県市長会会長。元全国市長会副会長。

## 人物・略歴
- 1968年（昭和43年） - 熊本県立天草高等学校卒業
- 1973年（昭和48年） - 熊本大学法文学部卒業
- 1975年（昭和50年） - 駒澤大学大学院修士課程修了
- 1988年（昭和63年）
  - 1月 - 日本青年会議所副会頭
  - 12月 - 本渡市教育委員（1992年6月まで）
- 1992年（平成4年）7月 - 第16回参議院議員通常選挙全国比例区落選（日本新党）
- 1996年（平成8年）10月 - 第41回衆議院議員総選挙熊本4区次点（新進党）
- 2000年（平成12年） - 本渡市長選挙初当選
- 2004年（平成16年） - 本渡市長選挙再選
- 2006年（平成18年）
  - 3月27日 - 本渡市は牛深市など1市8町と合併し廃止。天草市が誕生する。
  - 4月23日 - 天草市長選挙初当選（無投票）
- 2010年（平成22年）
  - 3月28日 - 天草市長選挙再選
- 2013年（平成25年） - 全国市長会副会長に就任
- 2014年（平成26年）
  - 3月23日 - 天草市長選挙で3選を目指すが新人の中村五木に僅差で敗れ落選[2]。
  - 4月10日 - 任期満了を待たずして提出した辞職届が臨時議会で承認され辞職[3]。
- 2020年（令和2年） - 旭日小綬章受章[4]